# Náměstí Před bateriemi
Náměstí Před bateriemi je veřejné prostranství v Praze, které se nachází ve Střešovicích v městské části Praha 6. Prostranství je osázeno listnatými i jehličnatými stromy a má povahu anglického parku či lesoparku. Kromě laviček se zde nachází dětské hřiště.

## Popis

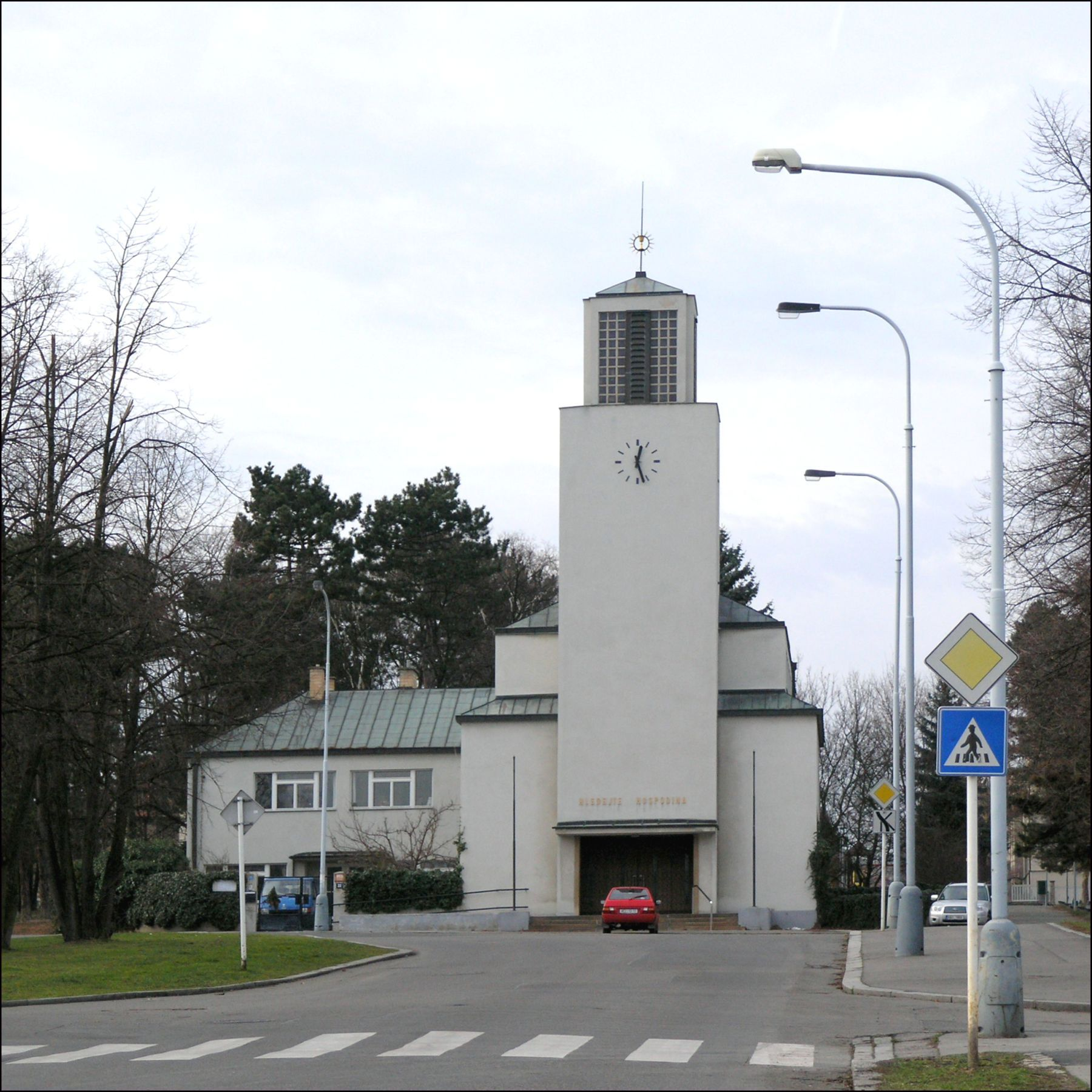
Evangelický kostel na náměstí

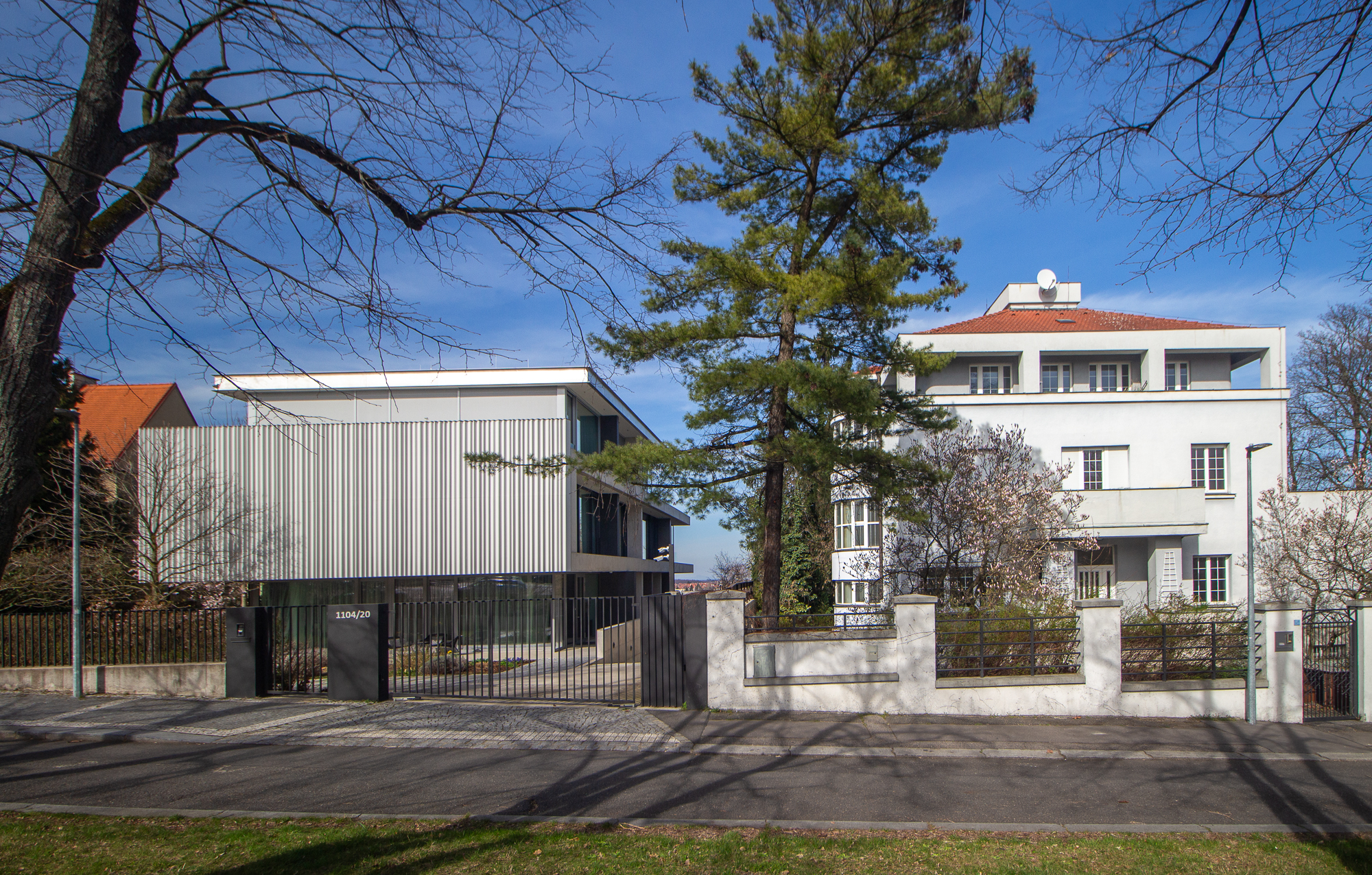
Moderní a starší architektura na náměstí

Východní straně prostranství dominuje funkcionalistická stavba evangelického kostela od architekta Bohumíra Kozáka. Kostel místního farního sboru Českobratrské církve evangelické pochází z let 1938–1939 je opatřen věží s hodinovým strojem. Východní část náměstí přechází v Sibeliovu ulici, na jejíž severní straně stojí velký vodojem (tzv. Hradní vodojem), na jižní straně pak velké sídlo sportovního klubu Tatran Střešovice s několika sportovišti.

## Původ názvu
Místní název Baterie pochází z doby, kdy v těchto místech pruské vojsko ostřelovalo blízké Hradčany a Strahov z děl. Stalo se tak v prvé polovině září roku 1744 a opakovaně pak v červnu 1757 během sedmileté války kdy pruský král Fridrich II. Veliký obléhal Prahu. Tuto, pro Prahu velmi neblahou, historickou událost připomíná řada názvů okolních ulic: U první baterie, U druhé baterie, U třetí baterie, U čtvrté baterie, U páté baterie, U šesté baterie, Pod bateriemi, Na Zástřelu, Na bateriích, K bateriím a Na Dělostřílnách (převážně západně od náměstí). Název náměstí pochází z roku 1957.

## Okolní objekty
- Baterie (Praha)
- Ústřední vojenská nemocnice (západně od Baterie)
- Tatran Střešovice (jihovýchodně od náměstí)
- Müllerova vila
- Střešovické skály (severně)